# История лезгин
История лезгин — история лезгинского народа с древнейших времён до наших дней.

## История этнонима

### «Леги» и «лакзы»
Некоторые древние авторы называют лезгин «леки», грузинские — «лекеби», арабские — «лакз». В то же время арабские, все античные, грузинские, армянские источники распространяют этот этноним на всех дагестанских горцев.
В середине I тысячелетия до н. э. в восточном Закавказье складывается албанский племенной союз, объединивший 26 племён, говоривших на языках лезгинской ветви нахско-дагестанской семьи языков. К ним относились албаны, гелы (агулы), леги (леки), утии (удины), гаргары, чилбы, сильвы, лпины, цоды и другие. Страбон, ссылаясь на спутника Помпея Феофана Митиленского, писал, что «между амазонками и албанами живут гелы и леги — скифы», а Плутарх, говоря об «амазонках», отмечал, что «между ними и албанами обитают гелы и леги».
По мнению К. В. Тревер, одной из ведущих специалистов по истории Кавказской Албании:

Упоминаемые рядом с гелами леги обитали, по-видимому, в горных районах бассейна р. Самура, севернее удинов и албанов. То обстоятельство, что легов и гелов Страбон называет скифами, даёт основание полагать, что этнически эти горские племена отличались от удинов и албанов.

В журнале «Вестник Европы» от 1826 года и в «Dictionary of Greek and Roman Geography (1854) William Smith, LLD, Ed» со ссылкой на сочинение «Voyage dans les Steps d’Astrakhan» леги отождествляются с лезгинами.
Ю. Клапрот так же предполагал, что леги — это лезгины.
К. Услар отождествляет древних леков с лезгинами: «Лезгины, лиги, леки сообщили имя своё горному хребту, отделяющему бассейн Куры от бассейна Риона. Колхида даже называема была иногда поэтами Лигистикой, то есть страной лигов. Весьма вероятно, что лиги, о которых говорит Геродот, были лезгинские выходцы». Согласно Энциклопедическому словарю Брокгауза и Ефрона, издававшемуся в конце XIX — начале XX веков, лаки (то есть лакцы) — это «классические леги (Λήγες), в конце VIII ст. покорены были арабским полководцем Абумуслимом, утвердившим среди них ислам и отдавшим страну их в управление одному из потомков пророка, Шах-Баалу, получившему титул шамхала и вали (то есть наместника) Дагестана».
Известный советский этнограф Л. И. Лавров писал по этому поводу:

Трудно сказать, однако, являются ли «леги», упоминаемые античными и раннесредневековыми авторами, предками современных лакцев, или так называли (как потом — «лезгинами») вообще всех дагестанских горцев. Больше оснований считать лакцами «гумиков» — народ, упоминаемый арабскими авторами IX—X веков Баладзори и Масуди. Согласно их сведениям, гумики жили примерно на той же территории, которую занимают лакцы.

При этом Л. И. Лавров отмечал: 
«Древнейшие известия о лезгинах мы находим у античных авторов, которые упоминают о живущем на восточном Кавказе народе „лезги“. Арабские авторы IX—X веков знали в южном Дагестане „царство лекзов“». Исследователь С. В. Юшков писал, что, «видимо, страна легов входила в состав Албании. Леги, если их считать предками лезгин, должны жить по Самуру, то есть южнее Дербента, и в настоящее время ни одна из лезгинских народностей не живёт севернее широты этого древнего города». 
Как отмечают Х. Х. Рамазанов и А. Р. Шихсаидов, «нельзя отнести гелов или легов к какому-нибудь одному народу. Скорее всего под этими этнонимами следует понимать дагестанские народы вообще, в том числе и представителей лезгинской группы языков».
Арабский путешественник из Гранады Абу Хамид аль-Гарнати, побывавший в начале XII в. в Дагестане, упоминает среди местных языков лакзанский язык. В. Ф. Минорский считал, что термин «лакз» «состоит из „лак“ („лаг“ — „человек“ на местных языках) плюс иранский суффикс „з“, показывающий происхождение. В русском языке слово „лезг-ин“ (с метатезой) употреблялось без различия применительно ко всем жителям Дагестана, но в местном употреблении и у арабских географов этот термин применяется только к племенам Южного Дагестана». Генерал русской армии Максуд Алиханов-Аварский писал, что от термина «„лак“ и происходит грузинское леки, классическое леги, арабское лакзы, персидское лазги, турецкое лезги и русское лезгины»".

Этнографы и историки Гаджиев, Давудов и Шихсаидов пишут:
"Что же касается этнонима леги (леки), то существует несколько мнений об их идентификации и локализации: леки— это народы Дагестана в целом; это потомки современных лаков или лезгин; грузинская форма «лек» (леки) и «лег» Страбона «восходят к общедагестанскому „лаки“, а название „лег“ ещё в древнейшую эпоху „утвердилось за дагестанскими лаками, как устоявшийся этноним“; термин лезги не был в прошлом самоназванием одного из дагестанских народов, а уже издревле, в течение многих столетий, употреблялся в качестве общего названия для дагестанских горских народов; этнонимом леки в грузинской хронике Л. Мровели „обозначает большую часть племён средневекового Дагестана“, а вообще „леки грузинское название народов Дагестана в целом“.

Действительно, леки (леги) это этноним, несущий самую широкую нагрузку из перечисленных выше. Но наличие рядом других этнонимов дидуры, таваспары и др. свидетельствует о том, что этноним леки можно распространить на значительную (возможно, большую) территорию Дагестана, но не на всю».
Другой российский историк А. К. Аликберов отмечает, что арабо-мусульманские авторы стали применять собирательное имя «лакзы» для обозначения народов на территории современных Северного Азербайджана и Южного Дагестана, говоривших на лакзанских языках, но уже имевших своих царей и политические образования. При этом он пишет, что определение лакзы в арабских источниках определенно выступает в качестве этнонима, а не политонима.

### Этноним «лезгины»
Нынешние лезгины сами себя называют лезги (ед.ч.), лезгияр (мн.ч.) леки (лезг. «лекь» что означает орёл). Термин «лезги» в письменных источниках известен уже с XII века, но это название не являлось в прошлом самоназванием для отдельной дагестанской народности, оно было «совершенно чуждо дагестанским горцам». Персидский историк Рашид ад-Дин, живший в XIII веке, впервые употребил термин «Лезгистан» в общедагестанском значении. Этим же термином назывался Дагестан у восточных авторов. Как известно, арабский географ Закарийа Казвини в 1275 году говорил о цахурском ауле Цахур как о «главном городе страны лезгин». По замечанию А. Н. Генко:

Отождествлению «главного города страны лезгин» с современным Цахуром, с точки зрения точной этнографической классификации, могла бы, на первый взгляд, помешать принадлежность современных цахурцев к особой, отличной от лезгин, языковой группе… Означенное затруднение представляется тем не менее несущественным в виду того, что называемый тем же Закария Казвини Шиназ (по Казвини «городок из [—числа—] городов Лезгин») — также не лезгинское в строгом смысле этого термина, а рутульское по языку селение. Это последнее обстоятельство и ряд иных данных арабских географов, космографов и историков не оставляют сомнения в более широком значении термина «лезгин» в мусульманских источниках IX—XIII вв. сравнительно с современным.

В дореволюционной России и у тюрок название «лезгины» употреблялось для обозначения многочисленных горских племён, населявших Дагестанскую область и отчасти южный склон Главного Кавказского хребта. У русских это название употреблялось по отношению к южным дагестанцам, в то время как северных именовали тавлинцами (преимущественно аварцев). Об этом пишет Бартольд: «Русские, видимо, также первоначально называли лезгинами только народности Южного Дагестана в противоположность горным народам северных районов (таули — от тюрк. тау 'гора')». Интересные сведения приводил русский генерал А. В. Комаров, служивший начальником штаба Дагестанской области: «Всю восточную часть Дагестана занимает особое многочисленное племя, известное под названием кюра. Кюры… делятся на две части: 1) жители бывшего кюринского ханства Гетегар, от названия селения Чехе-Гетал, считавшегося прежде главным в Кюре: а вторые — Ахсагар, от селения Ахса (Ахты), считавшегося главным в долине Самур. …На плоскости же их вообще называют лезгинами». Объясняя слово «лезгин», Е. И. Козубский отмечает, что по одним источникам на турецком языке оно читается как «горский житель», по другим, на неизвестно каком языке — «разбойник», и по третьим представляет собой искажённое грузинское слово «леги» и означает «горец»; по утверждению дербентских мусульманских учёных, название «лезгины» распространено арабами и есть «ля-заги», то есть нечистые, противопоставляя жителям приморской равнины, которые прежде других приняли ислам. Д. Б. Бутаев производил этноним лезгин от лакского слова «лакъсса» — высокий. И. X. Абдуллаев и К. Ш. Микаилов пишут, что термин лезги, обозначавший в азербайджанском языке дагестанцев,

…в первую очередь относился к ближайшим соседям, к племенам современной лезгинской народности, а в местах совместного проживания кюринцев (лезгин) и азербайджанцев употреблялись именно термины лезги и не лезги (то есть азербайджанцы). К тому же азербайджанский язык был широко распространён у народов Южного Дагестана. В этих условиях кюринские племена стали называть себя в общении с азербайджанцами этнонимом лезги, который с течением времени становился самоназванием отдельного южнодагестанского народа·-·современных лезгин.

Гасан Алкадари, известный дагестанский учёный, лезгин по происхождению, отмечал: 
«В настоящее время кроме групп, говорящих на азербайджанском и джагатайском тюркских языках, остальные мусульмане называются лезгинами, и все их языки называются лезгинскими языками. Известно также, что слово лезги употребляется с перестановкой Г и З в форме легзи, так как в арабских словарях это имя переведено в последней форме». 
О подобном употреблении свидетельствовал и знаменитый османский путешественник XVII века Эвлия Челеби при описании Малой Кабарды: «К югу от горы Эльбрус живёт народ христианского вероисповедания, который называют лезги или легзи. У них пятьдесят тысяч воинов, подчиненных персам». Российский и советский филолог и кавказовед Н. Я. Марр подчёркивал: «Лезгины — родовое название, обнимает оно все народы и племена лезгинского ответвления северокавказских яфетидов в Дагестане и Закатальском округе». Примерно со второй половины XIX века кюринцы начали использовать этноним лезги в качестве своего этнического самоназвания. О том, что уже в 1860-х годах термин лезгин начал использоваться в качестве самоназвания одного из дагестанских народов, П. К. Услар пишет:
«...существует общее название, которым называют себя все кюринцы, откуда бы они ни были родом. Это название есть столь знакомое нам: лезги (ед.), лезгияр (мн.). Заметим притом, что это название кюринцы присваивают себе в исключительную собственность, лезги чӏал есть кюринский язык. Лезгинами не называют они ни хайдаков, ни табасаранцев, ни лаков, ни какой-либо другой из горских народов. Происхождение этого названия не имеет корней в языке, и сами кюринцы полагают, что принято оно ими только потому, что так назвали их соседи тюрки».
Об отсутствии среди современных лезгин общего этнического названия также упоминает А. Дирр, подчёркивая, что, как и аварцы, «… хюркилинцы (то есть даргинцы) и кюринцы тоже не имеют этнического названия». Р. М. Магомедов писал: «Даже накануне революции лезгин не всегда называл себя лезгином, а говорил, что он курушец; другие себя называли кюринцами. Ахтынцы называли себя ахцахарами». Применительно к нынешнему народу термин «лезгины» стал употребляться с конца XIX — начала XX века, используя экзоэтнонимические традиции азербайджанцев по отношению к дагестанцам и прежде всего к собственно лезгинам. После 1920 года этноним «лезгины» превратился в наименование одного из горских народов Дагестана, известного под названием кюринцы. Кюринцы — придуманное Усларом для лезгин специальное название, поскольку самоназвание лезгин из-за своей популярности, русские в XIX веке ошибочно и безразборчиво начали называть всех горских племён Дагестана.
Об употреблении этнонима лезгины говорилось и в Малой советской энциклопедии 1931 года: «Лезгины, название, неправильно относимое ко всем горским народам Дагестана. Л., в более правильном смысле слова, — лезгинская (кюринская) группа дагестанских народов, к котором относятся лезги (лезгины, или кюринцы, в узком смысле слова).»

## Вопросы этногенеза лезгин

### Версии лезгинского этногенеза в дореволюционной России
Выше было сказано об истории, развитии/становлении этнонима «лезгины». Касательно этногенеза лезгинского народа, то оно не до конца остаётся ясным. В дореволюционных источниках и ранних исследованиях приводились различные точки зрения относительно происхождения народностей лезгинской языковой группы, в том числе и самих лезгин. Авторы «Тарихи Дербент-намэ» считали лезгин потомками гуннских племён. По мнению Бакиханова жители лезгинского селения Микрах, как и жители лакского селения Кумух, «принадлежат к остаткам племени руссов (или славян), переселившихся сюда во время владычества хазар», а «жители части Табасарана, западной стороны Кубинского уезда, Самурского округа и Кюринского владения, по большей части, состоят из древних народов, смешавшихся с позднейшими пришельцами». А. Берже в 1858 году выдвинул версию об индийском происхождении лезгин. Данная версия основана на некоторой антропологической схожести дагестанцев с представителями племени буришков (буриши) на северо-западе Индостана. В начале XX века К. М. Курдов высказал мнение, что кюринцы (то есть лезгины) «…подверглись метисации со стороны представителей семитического семейства, главным образом горских евреев». Согласно Евграфу Савельеву лезгины, «самый многочисленный и храбрый народ на всём Кавказе; они говорят, собственно самурские, лёгким звучным языком арийского корня, но благодаря влиянию, начиная с VIII в. по Р. Хр. арабской культуры, давшей им свою письменность и религию, а также давлению соседних тюркско-татарских племён, много утратили из своей первоначальной национальности и теперь представляют поразительную, трудно доступную для исследования смесь с арабами, аварами, кумыками, тарками, евреями и друг.».
В 1899 году норманнист датчанин В.Томсен, изучая малоазийские связи народов Кавказа, заметил: в северокавказских (лезгинских) языках множественное число существительных образуется через -r, -ru, -ri, -ar. Их он сравнил с на самом деле являющимися следствием ротацизма окончаниями в шведском (-ar, -or, -er, -n: draken (дракон), драконы — drakar; бухта, залив — vik, заливы, бухты — vikar), датском (-er, -e, -r: викинги — vikinger), норвежском (близко к датскому). Лезгины называют себя лезгияр. Лезгинка «изначально была танцем воинов», она — «прообраз древних ритуальных танцев на Кавказе». По Стурлусону, предки викингов жили в Приазовье и на Кавказе, а священник и историк П. А. Флоренский считал древних кавказских албанов близкими к финикийцам и лезгинам. По результатам исследования азербайджанского генетика среди лезгин Азербайджана он находил лезгин со скандинавскими гаплогруппами.

### Лингвистические данные
В действительности происхождение лезгин, как и соседних горских народов, стоит рассматривать комплексно, учитывая данные лингвистических, археологических, антропологических и этнографических работ. Лезгины разговаривают на языке, относящемся к лезгинскому ответвлению нахско-дагестанской языковой семьи. Учёные-лингвисты полагают, что представители этой семьи связаны между собой общностью происхождения и являются древнейшими обитателями Кавказа. В связи с этим остро стоит вопрос о существовании единого праязыка, который с течением времени распался на множество других языков. Е. А. Бокарёв предполагает, что такой праязык-основа существовал в эпоху не ближе III тысячелетия до н. э., в эпоху энеолита. Потому Х. Х. Рамазанов и А. Р. Шихсаидов указывают, что в III тысячелетии до н. э. из общедагестанского праязыка выделяется лезгинская языковая группа, распадаясь в дальнейшем на отдельные языки.
Учитывая значительную близость агульского с лезгинским и табасаранским языками, З. К. Тарланов предполагает, что древневосточнолезгинский диалект, являвшийся частью лезгинского праязыка, относительно поздно распался на отдельные восточнолезгинские языки — собственно лезгинский, табасаранский и агульский. Основываясь на методологии Сводеша, он приходит к предположению, что это произошло где-то на рубеже нашей эры, но «при более строгом отборе единиц общего фонда совпадения составляют 35 % и границы выделения тех же языков отодвигаются соответственно к середине I тыс. до н. э.».
Давно выдвинутые гипотезы о родстве современных северо-кавказских языков с древнейшими языками Передней Азии получили серьёзные подтверждения. Так, И.Дьяконов и С.Старостин обнаружили свыше 100 общих корней между хуррито-урартскими и нахско-дагестанскими языками, что показало несомненное родство хурритского и урартского (которые уже в третьем тысячелетии до н. э. существовали раздельно друг от друга) языков с современными восточно-северо-кавказскими (нахско-дагестанскими), особенно с лезгинскими и вайнахскими .

### Антропологические данные

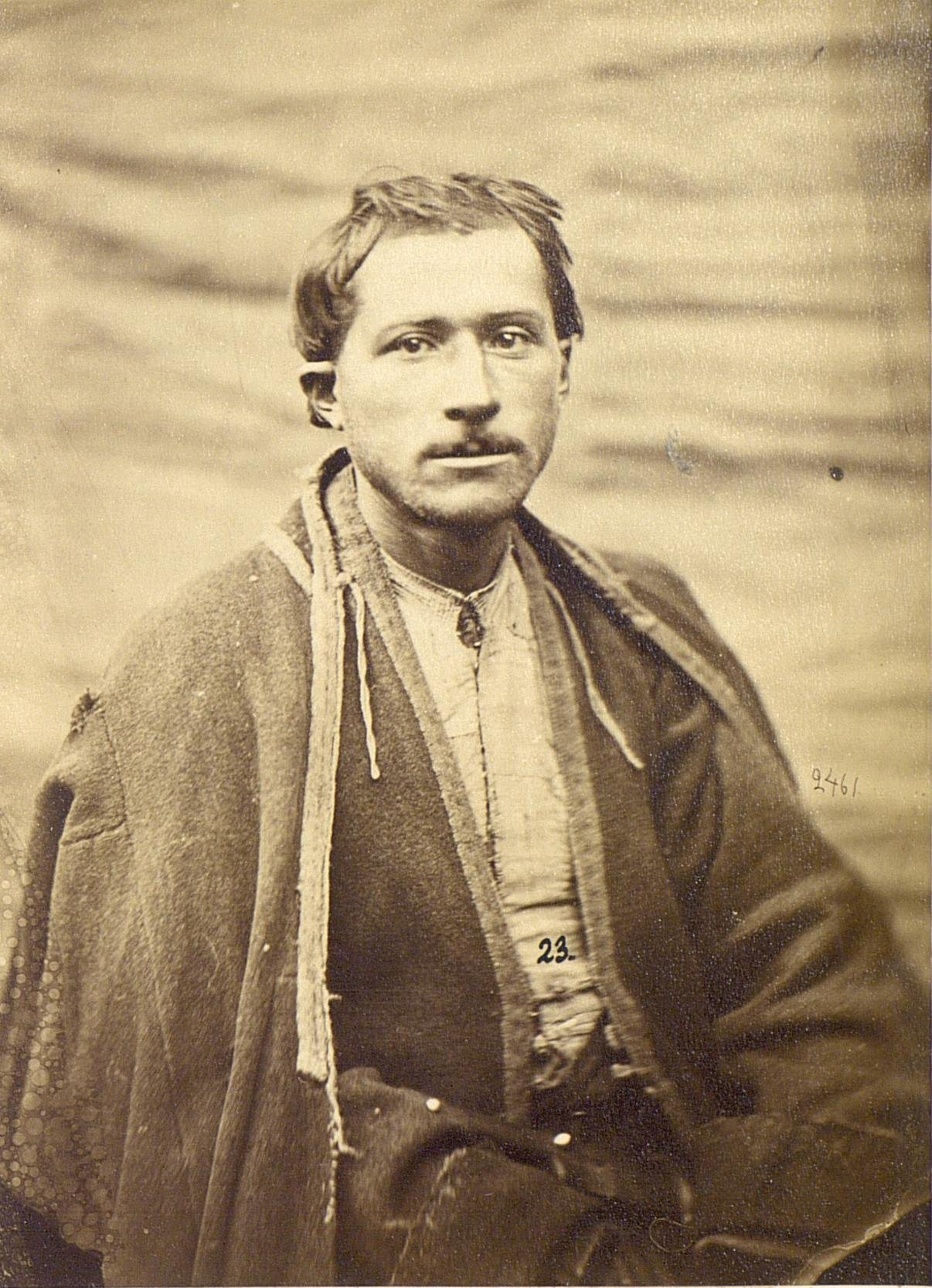
Лезгин из сел. Кузун (Бакинская губерния), 1880 год

Ряд авторов (Ихилов, Шихсаидов и Рамазанов), касаясь отдельно вопроса об этногенезе народностей лезгинской группы, затрагивают и их антропологический характер. Ещё в XIX веке русский антрополог Иван Пантюхов считал, что «главная масса лезгин имеет некоторые общие или свойственные признаки, отличающие их как от ближайших соседей, так и от всех других известных народов». Проведённые антропологические исследования выявили на Кавказе кавкасионский тип, к которому относятся жители западного и центрального Дагестана (аварцы с андо-дидойскими народностями, лакцы, даргинцы), и каспийский подтип, представленный у народностей юго-восточного Дагестана, в частности среди азербайджанцев и в смешанном виде (приближаясь к кавкасионской), в лезгиноязычных группах и у кумыков. По мнению Г. Ф. Дебеца, народы Дагестана образовались в результате смешения двух типов Кавказа: кавкасионского и каспийского. Со своей стороны В. П. Алексеев, отмечая, что «некоторые лезгиноязычные группы сближаются с кавкасионскими народами», находит, что в этногенетическом процессе лезгин сыграли связи с населением Азербайджана. В связи с этим он заключает: «Можно думать, что истоки этногенеза входящие в ареал каспийского типа, восходят как к местному автохтонному населению этих районов, так и к переселенцам из более южной зоны». М. Ш. Ризаханова в своём докладе «К вопросу об этногенезе лезгин» делает следующее заключение:

Нынешние лезгины сформировались путём смешения кавкасионного типа местного населения с каспийским типом южных народов. В дальнейшем стержневой процесс складывания лезгинского этноса и развитие его культуры шёл посредством непрерывного культурного и этнического общения с другими дагестанскими племенами, а также племенами Закавказья, Передней и Малой Азии. Это наглядно подтверждается культурной общностью и преемственностью предметов материальной и духовной культуры.

По исследованиям К. Курдова, более чистый тип лезгин сохранился в Самурском округе Дагестана — местности, изрезанной глубокими и дикими ущельями и защищённой с юга Кавказским хребтом.

### Кавказская Албания

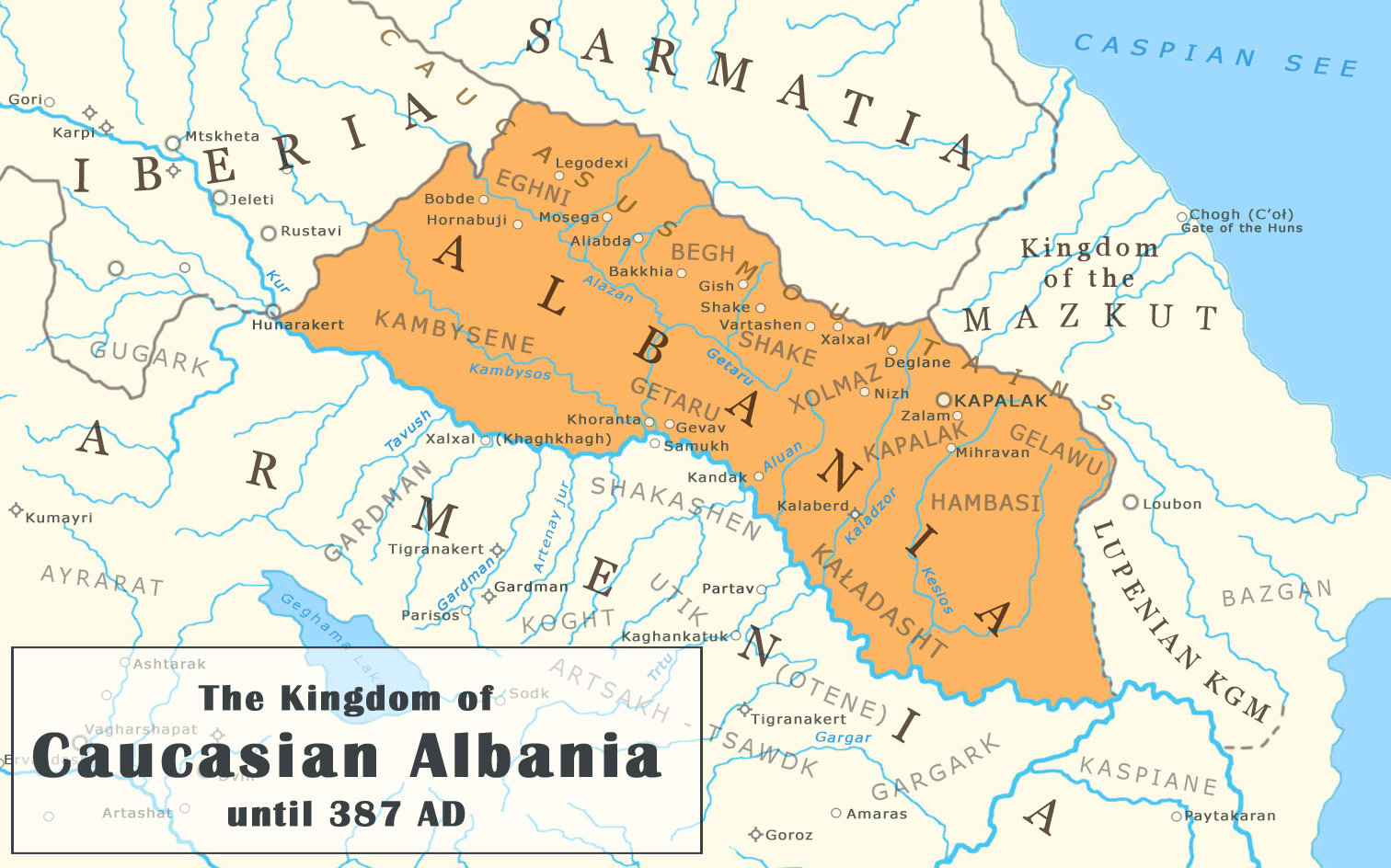
Территория Кавказской Албании до 387 года, согласно общепринятой в мировой науке концепции

В конце II — середине I веков до н. э. в Восточном Закавказье сложился албанский племенной союз, объединивший 26 племён, говоривших на различных языках нахско-дагестанской семьи. Известны названия некоторых из них — албаны, гаргары, утии, гелы, сильвы (чилбы), леги, лупенци (лбины), дидуры (дидои) и др. По мнению Роберта Хьюсена, албанские племена были в основном автохтонного кавказского происхождения, хотя нельзя быть уверенным, что это относится ко всем 26 племенам. Принято считать, что народы лезгинской языковой группы входили в состав Кавказской Албании. Вымерший агванский (кавказско-албанский) язык, по крайней мере, относился к лезгинской ветви, представляя собой, по общему мнению исследователей, старое состояние удинского языка.
В 461 году самостоятельность Албанского царства была ликвидирована, и Албания стала марзпанством — провинцией (военно-административным округом) в составе Сасанидского государства (до VII века). В подчинение сасанидским наместникам (марзпанам) постепенно были переданы прикаспийские области, а также территории расселения легов (Лакз) и таваспаров (Табарсаран). По мнению исследователей, к IX веку понятия «Албания» и «албанский» стали уже в значительной степени историческими.
Часть населения исторической Кавказской Албании в дальнейшем участвовала в процессе этногенеза современных лезгин. Ихилов полагает, что в результате вторжение захватчиков, вызвавшего политический и этнический распад Кавказской Албании, «часть албано-лезгинских племён покинула прибрежные районы и ушла в глубь гор южных отрогов Кавказа, создавая там своеобразные этнические общества. С течением времени (V—X вв.) в языке, быту и культуре этих обществ в силу экономической и политической обособленности складывались свои особенности. Так сложились лезгинский, рутульский, цахурский и агульский языки и народности».

## Средневековье

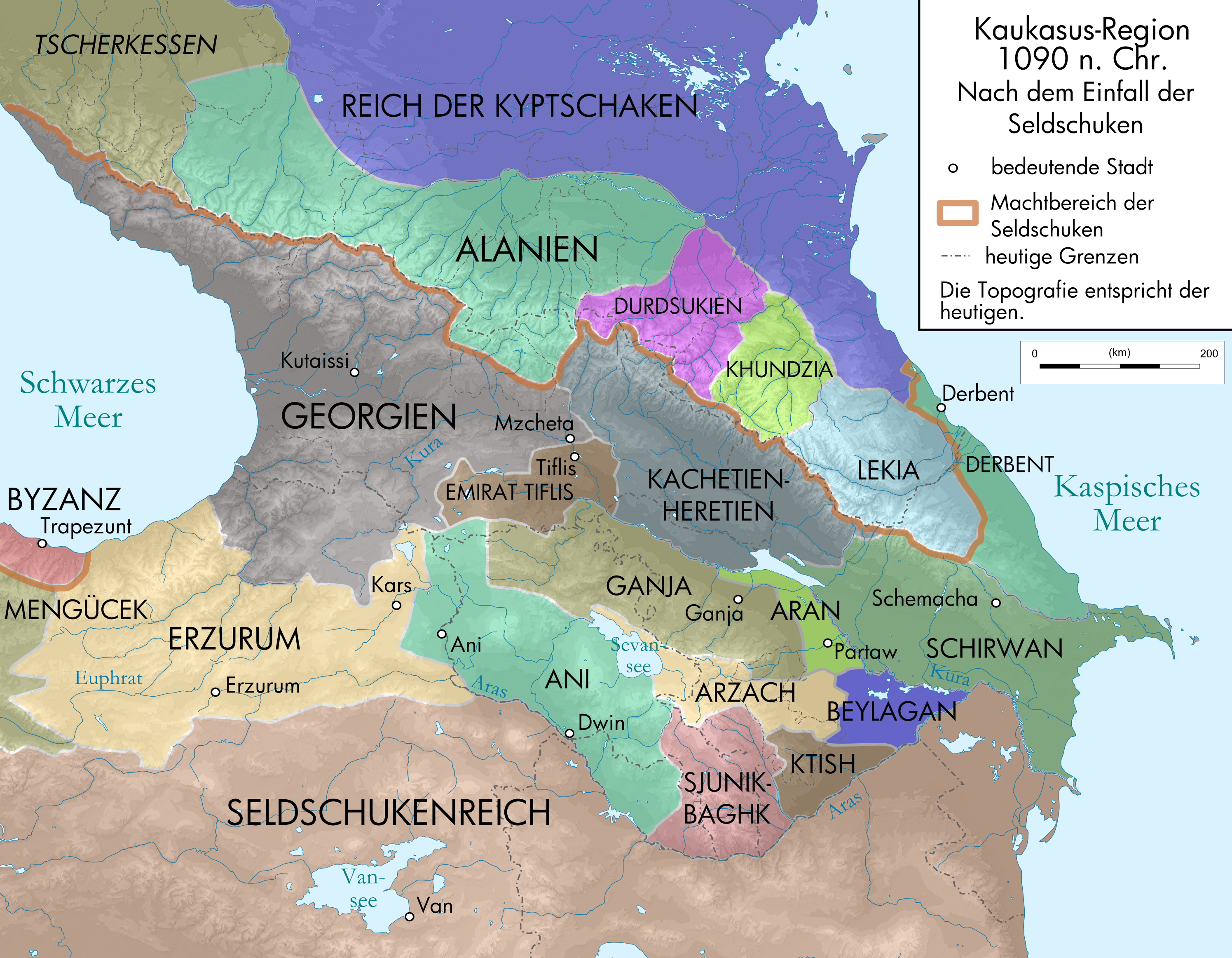
Лакз (Лекия) в XI—XII веках

Лакз (Лекия) во второй половине XIV века

Лакз (Лакзан, Лекия, Лекх, Лекети, Лезгистан) — раннефеодальное государственное образование V—XVI веков, охватывавшее в основном ареал расселения лезгиноязычных народов на юге современного Дагестана и на cеверо-востоке Азербайджана.
Сведения о ранней истории лезгин тесно связаны с историей мест их проживания. В середине VII века в пределах современного Дагестана впервые появились арабские завоеватели. Арабы захватили Дербент, но в течение последующего столетия им пришлось воевать за него с хазарами. В 722 году арабы вновь вступили на территорию нынешнего Дагестана, разбив хазар. Одновременно арабский правитель Армении Харис ибн Амр Таиец «совершил поход в страну лакзов». В 762 году область Лакз перешла в руки хазар.
У арабских авторов IX—X веков столица Лакза не упоминается, но персидский учёный Закария аль-Казвини называет «главным городом» страны Лакзан Цахур. С VII по XVI вв. Цахур являлся столицей Цахурского ханства.
В X веке Лакз охватывал территорию, занимаемую носителями лезгинской группы языков (современные агулы, лезгины, рутульцы, цахуры), отчасти также аварцами, в бассейне рек Самур, Курах-чай и Чирах-чай. В. Ф. Минорский локализует область, населённую племенами лакз, к западу от области Маскут (Маскат), в верхнем течении реки Самур. Минорский отмечает, что области Шабран и Маскат в ранний период также принадлежали Лакзу, но постепенно были аннексированы Ширваншахами. Область Лакз простиралась вдоль всей северной части Ширвана, от которого она была отделена юго-восточным отрогом Кавказских гор. Это обуславливало её значение для Ширвана как буфера, защищавшего Ширван от северных захватчиков.
Во второй половине XI века в Южном Дагестане значительно усиливается власть и влияние ширваншаха. К 1074 году ширваншах Фарибурз занял земли Восточного и Западного Лакза.

## Нашествие монголов
К XIII веку Лакз уже не представлял собой централизованного государства; по свидетельству Якута аль-Хамави, «над ними стоят малики», что может говорить о политической раздробленности Лакза. При этом жители области — лакзы — продолжают рассматриваться как единая народность. Эпиграфика местности указывает на наличие таких центров, как Цахур, Ахты, Рутул и Мискинджа. В феврале 1222 года лакзаны, курджи и другие мусульманские народности Дагестана и Ширвана восстали против вторгшихся туда кипчаков.
Чуть позже Закавказье подверглось монгольскому нашествию. Ибн аль-Асир описывал это так: «Пройдя Дербенд-Ширвана, татары вступили в области, в которых много народностей; аланов, лакзов и несколько тюркских племен (та’ифа), ограбили и убили много лакзов — мусульман и неверующих, и произвели резню среди встретивших их враждебно жителей тех стран и дошли до аланов, состоящих из многих народностей». Пиотровский пишет: «Следует отметить, что под лакзами Ибн Ал-Асир имеет в виду жителей не только Южного Дагестана (как это делали более ранние арабские авторы), а всех жителей горных районов Дагестана, независимо от их этнической принадлежности».

## Лезгинские вольные общества
В XV—XVII вв., после раздробления Лекии, на её территориях происходит процесс образования отдельных вольных обществ лезгиноязычных народов. Вокруг более крупных и сильных селений объединяются мелкие селения, образуя союзы сельских общин — так называемые вольные общества. В Дагестане таким образом сформировались лезгинские Ахтыпаринское, Алтыпаринское и Докузпаринское вольные общества, а также Курахский союз, а на севере современного Азербайджана образовалось Тагирджальское вольное общество.

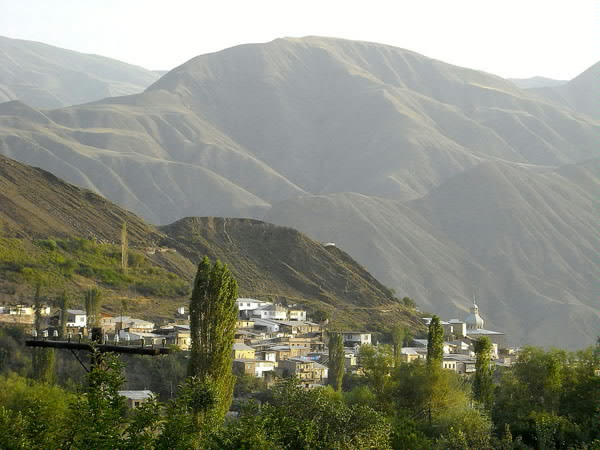
Селение Ахты

Главным селением Ахтыпаринского союза было лезгинское селение Ахты. По рассказам старожилов, в древности оно носило название ТӀури. Согласно преданиям, его жители активно участвовали в борьбе против Персии и хазар в VI—VIII веках. Из письменных источников Ахты известно с 1494—1495 гг., когда её жители заключили союз с жителями другого лезгинского селения — Хрюг. Первое письменное сообщение об Ахтыпаре относится к началу XVIII века, однако этот союз сельских общин, несомненно, существовал раньше; в него в разные периоды времени входило от 11 до 19 сёл по среднему течению реки Самур с прилегающими ущельями, а также сёла бассейна реки Ахтычай. По данным К. Крабе (первая треть XIX века), Ахтыпара состояла из 25 селений, Докузпара — из восьми селений. М. М. Ковалевский следующим образом охарактеризовал Ахтыпаринское вольное общество:

Лезгинское селение Ахты несло обязательство военной защиты одиннадцати сельских обществ, составляющих с ним один союз. Эти общества обязаны были во время войны подчиниться руководству ахтынских начальников, в лице сорока аксакалов, выдвигаемых тухумами по одному из каждого. В мирное же время эти аксакалы наблюдали за своевременным взносом «закята» и следили за тем, чтобы в гражданских и уголовных спорах окончательные решения постановляемы были исключительно ахтынскими посредниками.

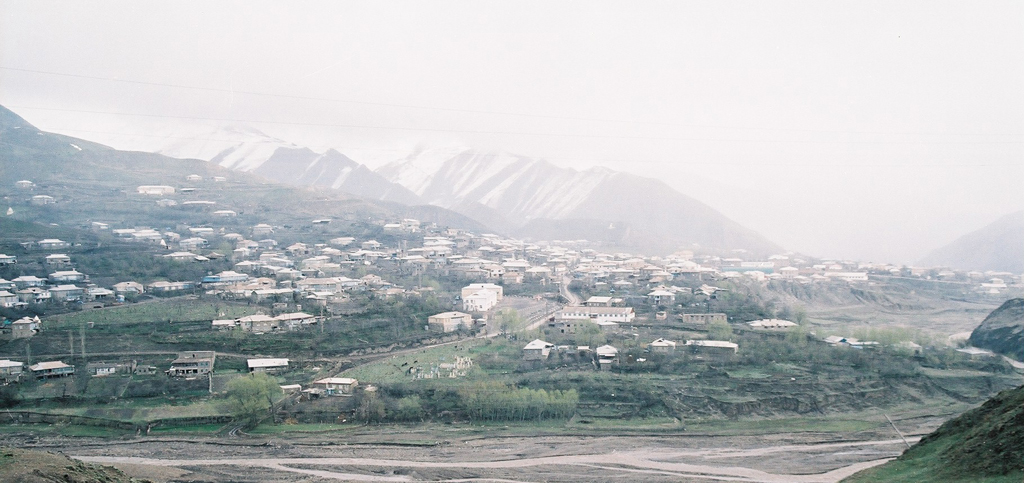
Селение Курах

В Алтыпаринском союзе селения Пиркент и Каладжиг управлялись старшинами Микрага. В Мискиндже, делившемся на шесть сельских участков, от каждого из участков избиралось по одному аксакалу. В отличие от других селений, лишь в Микрахе, Кара-Кюре и Куруше старшины избирались от каждого участка (мехле) селения.
Эти общества по принципу управления представляли собой демократические единицы. В некоторых источниках их называют также республиками. Например, генерал Паулуччи в рапорте военному министру Румянцеву в 1812 году называл все «вольные» общества Южного Дагестана «республиканскими обществами лезгинцев».
В 1812 году союзы сельских общин Самурской долины (Ахты-пара, Докуз-пара, Алты-пара и др.) были подчинены коменданту Кубы.

## Государство Хаджи-Давуда Мюшкюрского

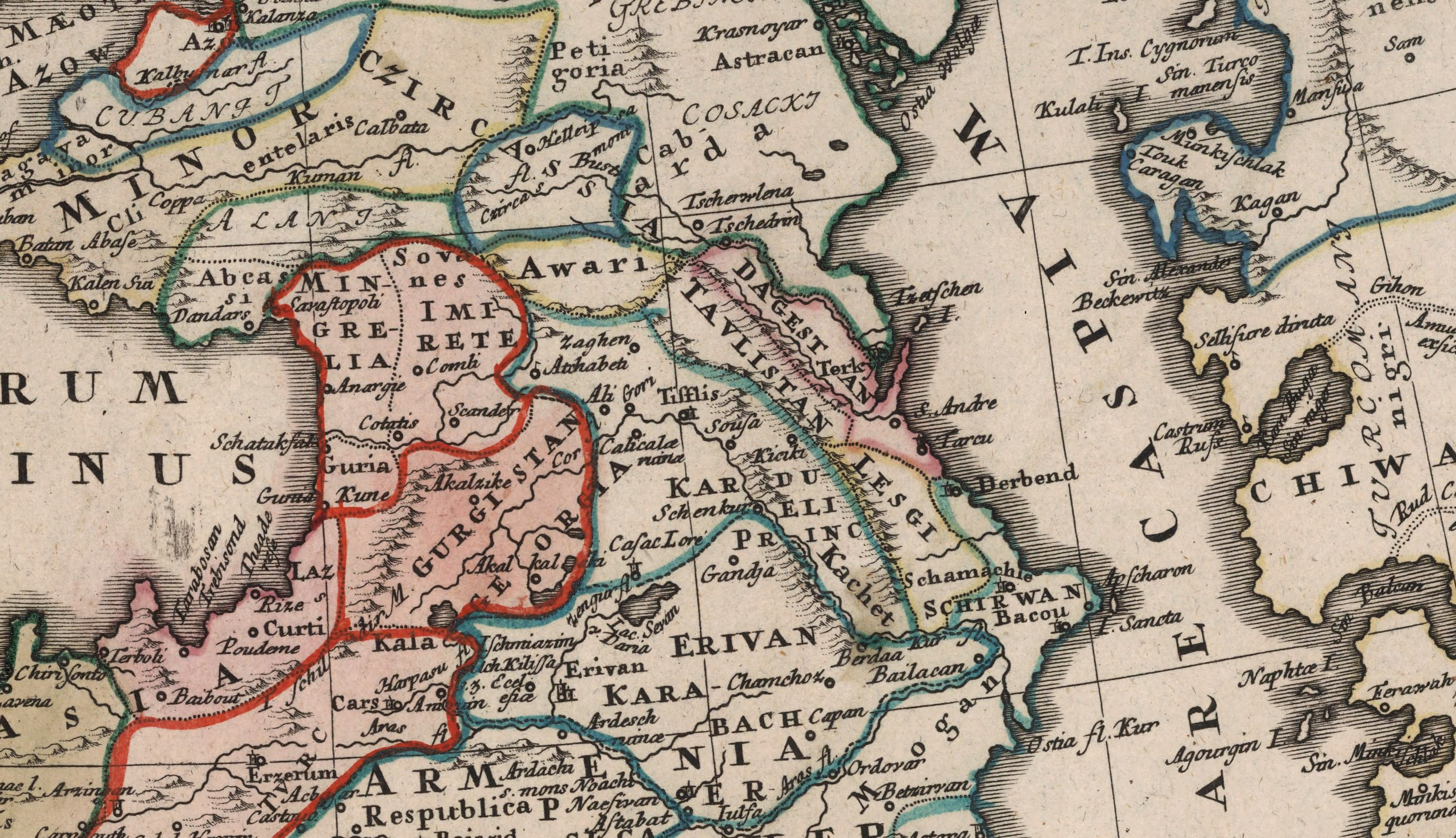
Карта Иоганна Баптиста Гоманна 1737 года. На карте лезгиноязычные народности отмечены как Lesgi

В XVI — XVII вв. османские султаны и персидские шахи неоднократно пытались подчинить себе лезгин (включая рутульцев), стремясь использовать эти воинственные племена в своих интересах, особенно в борьбе с христианской Грузией.
В начале XVIII века в Восточном Закавказье начинаются антииранские восстания лезгин и других народов Дагестана и Азербайджана. Под руководством Хаджи-Давуда Мюшкюрского (1721—1728 гг.) восставшие захватывают территорию Ширвана со столицей в Шемахе.
Вначале негодование народных масс против засилья Ирана выражалось пассивно. Например, иезуит Иоанн Баптист Ламан, посетивший Ширван в начале XVIII века, писал, что:
…крестьяне до такой степени угнетены, что все почти подумывают уходить из города, и если бы у них было в виду какое-нибудь безопасное убежище, то решительно ни один бы не остался.
Недовольство народа постепенно нарастало и выливалось в вооружённые столкновения, носившие неорганизованный характер. В 1709 году в Джаро-Белоканах вспыхнуло восстание против кызылбашей, которое было подавлено. В 1711 г. вновь в Джаро-Белоканах и Елисуйском султанате начались антииранские выступления. Есаи Гасан-Джалалян писал:
…С этой стороны гор, в местах, которые называются Ках, Дчар, Тала и во многих других селениях поднялись народы, именуемые лезгинами, а во главе их стал Али-Султан, до этого по приказу шаха управлявший страной. Все они объединились, объявили себя самостоятельными, отвратились от царя и восстали против него.
К восставшим горцам присоединились многие из жителей Шеки и Ширвана. Восставшие прошли по окрестностям Шемахи, Гянджи, Казаха, Акстафы, Шамшадиля, Дзегама, Шамхора, доходили до самой Барды. Для подавления этого восстания использовалась регулярная армия, но попытки усмирить восставший народ были тщетны. В частности, Есаи Гасан-Джалалян пишет:
Сколько ни приказывал шах находящимся в Шемахе и Гяндже и их районах персидским войскам выступить против них (лезгин), однако находившиеся в этих городах ханы, как ни старались, никак не смогли противостоять им, и сами терпели поражения.
По приказу шаха против восставших выступил ширванский беклярбек Гасан-Али-хан с пятнадцатитысячным войском, но горцы, «напав внезапно рано утром, перебили большую часть его войска, сам хан был убит, а остальные бежали обратно». После этого на восставших был брошен гянджинский беклярбек Угурлу-хан, которого также постигла неудача. С остатками своих войск он вынужден был обратиться в бегство и укрыться в Гянджинской крепости. Затем ряд попыток разбить отряды восставших предпринял шекинский правитель Кичик-хан. Но и его старания также оказались безуспешными. В одном из сражений его войска были разгромлены, а сам он убит.

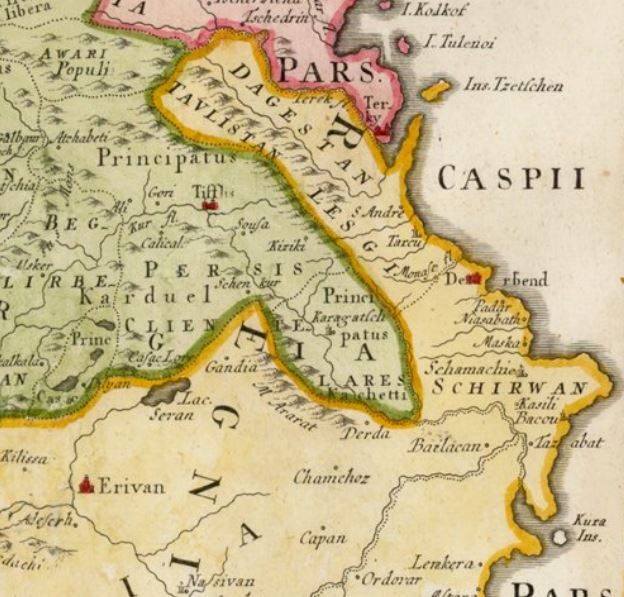
Карта «Наследники Хоманна» 1771 года. На карте лезгинская область отмечена как Lesgi

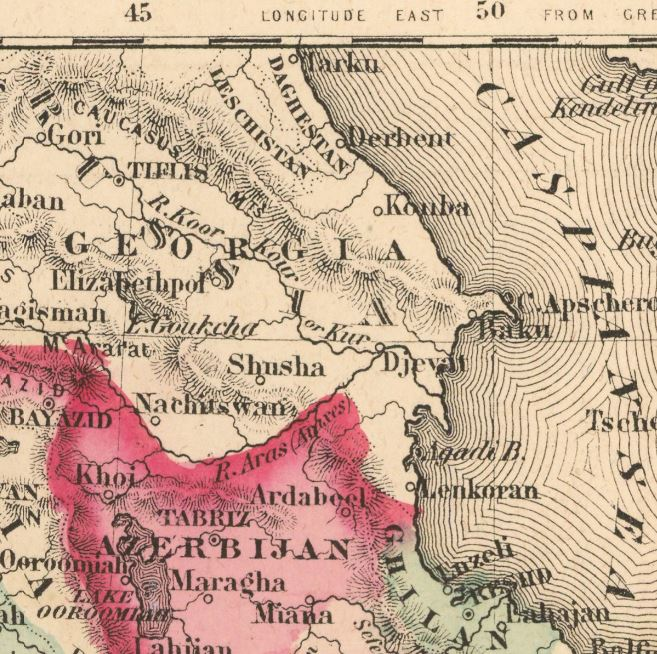
Карта Бенджамин П. Уорд И Элвин Джуэтт Джонсон 1863 года. На карте отмечены области Дагестан (Daghestan) и Лезгистан (Leschistan)

Человеком, который сумел объединить эти разрозненные, неорганизованные восстания горцев северо-восточного Кавказа, стал Хаджи-Давуд Мюшкюрский, превративший их в организованную, целенаправленную борьбу против уничтожения влияния Ирана на рассматриваемой территории. По одним свидетельствам, он происходил из зажиточной крестьянской семьи, по другим — носил титул бека. В своей борьбе Хаджи-Давуд преследовал только одну цель: освобождение от иноземного владычества и воссоздание на территории Ширвана самостоятельного суннитского государства. Несмотря на неудачные попытки договориться с Россией, Хаджи-Давуд продолжал подготовку к штурму последних бастионов сефевидского господства на Восточном Кавказе — городов Шемахи, Дербента и Баку, — и обратился к дагестанским владетелям. На его призывы откликнулись кайтагский уцмий Ахмед-хан и Сурхай. После их встречи с Хаджи-Давудом в местности Кафири (равнина к северу от Дербента) было принято решение о совместной осаде Шемахи. Осенью 1711 года Хаджи-Дауд, Сурхай-хан и Ахмед-хан осадили один из главных центров Северного Азербайджана — Шемаху. Встретив сильное сопротивление, они вынуждены были снять осаду, но не оставили намерения захватить Шемаху, после чего Ахмед-хан и Сурхай-хан вернулись в свои владения. Уцмий Ахмед-хан оставил при Хаджи-Дауде часть своего войска. Весной следующего года началась подготовка дагестанских военачальников к повторному штурму Шемахи, но из-за угроз нападения шамхала Адиль-Гирея уцмий Ахмед-хан вынужден был остаться в Кайтаге, отправив на помощь повстанцам часть своего войска.
Собрав таким образом вокруг себя достаточные силы, Хаджи-Давуд в союзе с Сурхаем Казикумухским, Али-Султаном Цахурским, Ибрагимом Куткашенским и отрядом, посланным кайтагским уцмием, начал поход на Шемаху — главный оплот владычества Сефевидов на Восточном Кавказе. Весной 1712 года объединённые отряды повстанцев подошли к Шемахе. В ходе завязавшегося недалеко от города ожесточенного сражения сефевидские войска потерпели полное поражение. Город был взят и разграблен.

Единственный непосредственный очевидец осады и взятия Шемахи в 1721 году — русский посланник Ф. Беневени — писал: 
…За день перед поездом оной хан получил подлинное известие, что с Низовой стороны помянутых бунтовщиков, а именно Дауд-бея, Исми (прим. Уцмий) и Сурхай войско поднялось и приближается к Шемахе….

Весной и летом 1722 года состоялся известный поход горских войск на земли за Курой и Араксом, включая Сальяны и Ардебиль. А. И. Лопухин в донесении Петру I от 31 июля 1722 писал: 
«Да они ж, усмий и Дауд-бек, с Кучук-ханом муганским согласяся, ходили нынешнего лета в Аредевиль, которую всю разорили…».
Посланец командира гарнизона крепости Терки П. В. Софонов также писал: «уцмий, сговорясь с другими князьями, поехал с войском своим в Шахову область для разорения, а именно с табасаранскими владельцами, с Сурхаем, да с Майсумом, да с Дауд-беком».
12 июня 1724 года Россия и Турция подписали в Стамбуле мирный договор. По этому договору Османская империя признавала за Россией прикаспийские провинции как добровольно уступленные ей Ираном, Россия же признала за Турцией почти всё остальное Закавказье.

Важное место в Стамбульском договоре занимал вопрос о Ширване, который должен был представлять собой особое государство-ханство ширванских лезгин во главе с Хаджи-Давудом. Данный вопрос нашёл своё отражение в первой же статье Стамбульского договора. По данному поводу Бутков писал:
«Поелику лезгины ширванские, яко мусульмане, прибегли под протекцию Порты, и Порта приняв их под протекцию постановила над ними ханом Дауд-Бега, и снабдя его на сие достоинство дипломом, определило местом пребывания его город Шемаху».

Согласно договору, политический статус государства Хаджи-Дауда определялся следующим образом: 
Понеже места в ширванской провинции, принадлежащия к Порте, почитаются особым ханством, того ради, город Шамахи имеет быть пребыванием хана; но город да останется в прежнем состоянии, без всякаго новаго укрепления, и со стороны Порты да не будет в нём гарнизона, и ни же отправлять туда войски, исключая случаев, что или хан взбунтует и выйдет из послушания, или между жителями провинции той окажутся непорядки, вредные интересам Порты, или они предпримут неприятельские действия на принадлежащия царю места и земли; в таких случаях Порта иметь будет право, для пресечения всего того с своей стороны потребное число войск отправить чрез реку Куру, с позволения однакож российских командиров».
Тем не менее, Хаджи-Давуд Мюшкюрский не признавал условий договора и выступал против него. Он намеревался создать сильное независимое государство на всей территории Ширвана и не соглашался на роль послушного орудия в руках османского султана.
Хаджи-Давуд открыто заявил о своём несогласии с установленными договором новыми границами и чинил всякие препятствия при их разграничении. Поэтому пересмотр границ между Россией и Турцией затянулся на три с половиной года.
Относительно данных событий П. Г. Бутков указывает: «Затруднения причинял два года Дауд-бег, что России достались земли при Каспийском море, от которых Шамахи питалась». Об этом же пишет И. Гербер: 
Когда в 1724 году между Россиею и турками трактаты заключены быть могли о персидских делах, то от турков в Шемахе поставленной хан Хаджи-Дауд наперёд уведал, понеже по трактатам все хлебородные места, Шабрань и Мушкур, под Российской империи будет, что так Шамахи принуждена будет милости у русских просить, того ради доношением и предложением своим Порте отоманской к тому приводил, что оное сочинение границы… два года продолжалось».
Из сообщений Гербера можно сделать вывод о том, что Хаджи-Давуд кроме Мюшкюра и Шабрана намеревался захватить и другие ширванские земли, перешедшие под контроль России, в том числе Дербент и Баку.

## В составе Российской империи

### Кавказская война
К началу Кавказской войны значительная часть лезгинских земель уже находилась в зависимости от Российской империи. Так, к 1810 году зона проживания лезгин-кубинцев, Кубинское ханство, было включено в состав России и преобразовано в Кубинский уезд. Вскоре, в феврале 1811 года, было оформлено вхождение в состав России вольных обществ лезгин-самурцев — Ахтыпара, Докузпара, Алтыпара, объединённых в Самурский округ. Вольные общества полностью сохранили внутреннее самоуправление и обязывались платить подати царской администрации. Русские войска в Самурской долине не размещались. В 1812 году в Кюре, на территории проживания лезгин-кюринцев, были размещены русские войска, власть казикумухских ханов была свергнута и был учреждён протекторат Российской империи — Кюринское ханство.
В Кюринское ханство вошли территории Кюринской плоскости, Курахского, Кушанского, Агульского и Ричинского союзов сельских обществ. Кубинские лезгины вошли в состав Кубинского уезда Бакинской губернии. По новому административному устройству лезгинское население оказалось в составе разных политических образований. Лезгины Кубинского ханства вошли в состав Бакинской губернии, лезгины Кюринского ханства, Табасаранского майсумства и Самурского округа вошли в состав Дагестанской области. По приказу князя Барятинского, наместника царя Николая I на Кавказе, южная граница Дагестанской области была определена по р. Самур.
В 1859 году при взятии русскими войсками Гуниба Хаджи-Насруллах эфенди с сотней мюридов предпринял неудачную попытку прорыва кольца русских войск с целью объединиться с силами Шамиля, запертыми на Гунибском плато. В ходе битвы весь отряд во главе с наибом пал. Также известно о многочисленном ахтынском мухаджирстве в войсках Шамиля, главой которого был Мухаммад-Наби аль-Ахты — кадий Имамата, имя которого было написано первым в списке кадиев Имамата секретарём Шамиля, Мухаммад-Тахиром.
В 1838 году в Кубинской провинции, где в том числе проживали лезгины-кубинцы, вспыхнуло народное восстание. Оно было вызвано недовольством местных жителей политикой царской администрации и нежеланием местных жителей пополнять ряды царских войск. Также возымели действие обращения имама Шамиля, призывавшего население Кубинской провинции к восстанию. Восстание приняло стихийный характер, совсем скоро повстанцы осадили столицу — Кубу. Помимо Кубинской провинции боевые действия шли также и в Самурской долине. В 1839 году, после поражения объединённых сил горцев в Аджиахурском сражении, русские подавили основные очаги сопротивления. Для упрочения власти в регионе были основаны Ахтынская и Тифлисская крепости.

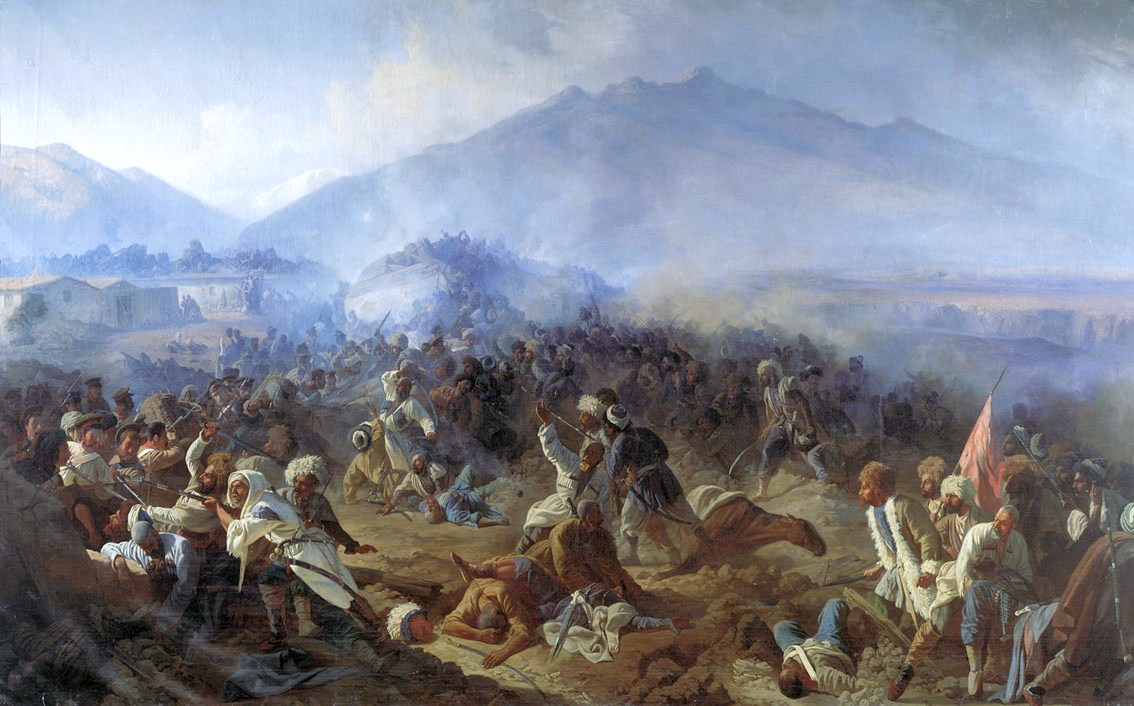
Штурм крепости Ахты войсками имама Шамиля в 1848 году

В 1848 году имам Шамиль предпринял поход на Самурский округ. По ходу продвижения войск имама, рутульские и лезгинские сёла один за другим переходили на сторону мюридов, оказываясь в состоянии открытого мятежа. Вскоре мюриды заняли центр округа — Ахты. Начался штурм Ахтынской крепости. По свидетельству летописца Шамиля, Мухаммад-Тахира, местные жители особенно ожесточённо штурмовали крепость, из-за чего множество из них легло в бою. Однако, определённая часть ахтынцев, запершись в крепости, поддерживала русскую сторону. В итоге, Шамиль со своими войсками отступил и оставил Самурский округ, за что был обвинён местными жителями в предательстве. Впоследствии, в связи с мятежом, русскими войсками были предприняты карательные меры в отношении самурских сёл.
В ходе покорения Кавказа Царской России сотни тысяч мусульман, включая целые племена, бежали в Османскую империю от российского владычества (особо массовым мухаджирством были охвачены черкесы). Эмигрировавшие выходцы из Дагестана осели в Османской империи, где их потомки по сей день составляют кавказскую группу населения. По данным Иззета Айдемира в нынешней Турции чисто лезгинских сёл — семь. В свою очередь М. Моор уточняет, что только в трёх сёлах живут лезгины (с. Ортажа и Яйла ила Балыкесир, а также с. Дагестан ила Измир), в то время как остальные населены различными дагестанскими народностями, которых называют лезгинами, подразумевая под ними дагестанцев. Большинство жителей селения Дагестан (уст. Меджидие) провинции Измир, в частности, выходцы их Ахтынского района.

#### Кюринское ханство

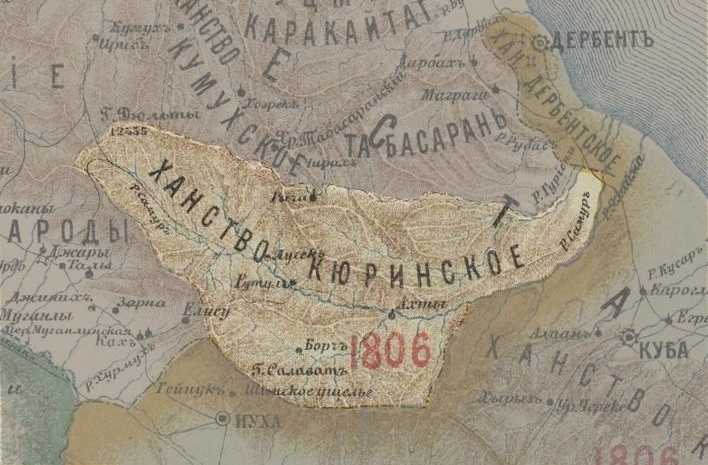
Кюринское ханство на карте Кавказского края с обозначением границ 1806 г. Тифлис 1901 г.

Во время Кавказской войны в январе 1812 года под протекторатом России было образовано Кюринское ханство с центром в селении Курах. Ханом был назначен племянник казикумухского хана Сурхая II — Аслан-бек. Новообразованое ханство, расположившееся между реками Рубасом и Самуром, включило в свой состав Кюринскую плоскость, территорию Курахского, Кушанского, Агульского и Ричинского союза сельских обществ.

### Восстание 1877 года
К 1870-х гг. на Северном Кавказе обострились классовые противоречия, а также усилилось недовольство населения политикой российского царизма. Значительную роль в провоцировании восстания сыграла также подрывная деятельность османских эмиссаров. 12 (24) апреля 1877 года Россия объявила войну Османской империи и её войска начали наступления на всех фронтах, в том числе кавказском. Одновременно с началом военных действий житель г. Самсир Веденского округа Алибек-хаджи поднял восстание против царской власти. Вскоре восстание перекинулось и на Дагестан. 12 сентября восстали лезгины Кюринского округа Дагестанской области и, перейдя 15 сентября Самур, они вторглись в Кубинский уезд Бакинской губернии, где по пути сожгли штаб 34-го Ширванского полка. Вооружённое выступления началось и среди жителей Кубинского уезда, а 1 октября восстали ахтынцы. Подняв восстание кюринские мятежники объявили кюринским ханом жителя селения Курах поручика Магомед-Али-бека, восставшие кубинцы ханом избрали подпоручика Гасан-бека, а ахтынцы провозгласили капитана милиции Кази-Ахмеда ханом Самурским. Кавказское командование начало активные действия против повстанцев, и в конце октября и начале ноября царские войска подавили восстание в Южном Дагестане.

### Конец XIX — начало XX вв.
Важное место в истории лезгин занимает отходничество, имевшее среди них широкое распространение, а также передвижение безземельных горцев с северных склонов Большого Кавказа на южные. В 1860—1870-х гг. в Северном Азербайджане наблюдалось интенсивное переселение горцев на равнину в область Мюшкюр. В частности, часть жителей из 47 лезгинских селений образовали в этих местах 35 выселков (7,3 тыс. человек). Эти выселки не составляли самостоятельных населённых пунктов, а продолжали считаться частью старых горных поселений лезгин, составляя с ними одно целое в отношении землепользования.
Кроме того, в конце XIX века малоземельные крестьяне-лезгины уходили на заработки в Баку и в другие города России. В связи с этим говорили: «Бакудин рехъ регъуьн рехъ хьиз хьанва» («Дорога в Баку стала подобна дороге на мельницу»), «Баку — авай са кални гана аку» («Посмотри Баку, продав даже свою единственную корову»). Порой юноши уходили на заработки в надежде накопить деньги на свадьбу, поскольку нужно было расплатиться с долгами и содержать семью, что нашло отражение в лезгинских четверостишиях — манияр.

| Лезгинский | Русский |
| --- | --- |
| Вун Бакудиз физ хьайитӀа — Занжурда алай къуба хьуй -яр Махъерин пул бегьем ая Мад вун рахкъурун туба хьуй яр | Ты собираешься в Баку, Пусть тебе будет удача. Деньги на свадьбу скорей заработай, Больше тебя никуда не отпущу, милый. |

Среди тех, кто уходил на заработки и работал в городах Азербайджана, были такие видные деятели лезгинской культуры, как поэт и певец Саид из Кочхюра, основоположник лезгинской национальной литературы поэт Етим Эмин, а также поэт Тагир Хрюкский. В пролетарском Баку формировалось творчество поэта Гаджи Ахтынского, ставшим первым поэтом-пролетарием не только в лезгинской, но и во всей дагестанской литературе. Военный губернатор Дагестанской области в донесении наместнику царя на Кавказе от 1905 года свидетельствовал о большом влиянии революционного Баку на Южный Дагестан: «Жители чутко прислушиваются и интересуются всем тем, что происходит в России и на Кавказе, и в особенности в Баку. С этим последним население округа (то есть Самурского округа — прим.), и в особенности селения Ахты, тесно связано как с пунктом, где оно всегда находит заработок… Несомненно, что жизнь в Баку и все тамошние события растлевающим образом действуют на пребывающих там лезгин». Как писал Л. И. Лавров: «В конце XIX века рост числа лезгин, уходивших на заработки в Баку и другие центры, привёл к зарождению лезгинского пролетариата». В 1905 года рабочий-большевик Кази-Магомед Агасиев создал при Бакинском комитете РСДРП лезгинскую большевистскую группу «Фарук».
В годы Первой русской революции на Северном Кавказе приходится рост партизанско-разбойничьего движения, известное как абречество (в Азербайджане гачаги). На 1910-е гг. приходится деятельность наиболее известных на Кавказе абреков. Абрек Буба из лезгинского селения Икра терроризировал всё побережье Каспия от Баку до Порт-Петровска (ныне Махачкала). «На всём протяжении берега Каспийского моря от Баку до Петровска каждый рыбный промысел, крупных садовладельцев и богатых купцов г. Дербента он обложил взносом соразмерно своих операций». Буба Икринский и абрек Саламбек Гараводжев из ингушского селения Сагопши сдались властям и по приговору военно-полевого суда были повешены.

## Революция. Гражданская война. Советский период
В результате распада Российской империи и её территориальной дезинтеграцией на пространстве всего Кавказа возникли различные государственные образования. Формально северные лезгины оставались в составе Дагестанской области, но на она была подчинена образованному на территории Северного Кавказа Союзу объединённых горцев Северного Кавказа и Дагестана. В ноябре 1917 года на территории Дагестана и горских округов Терской области была провозглашена Горская Республика. Однако в результате обострившихся межнациональных конфликтов, начала гражданская война на Северном Кавказе в январе-феврале 1918 года и последовавшего провозглашения Терской советской республики, Терско-Дагестанское и Горское правительства фактически потеряли власть и распались.
Немного иначе развивалась ситуация в районе проживания южных лезгин. В апреле 1918 года Бакинский Совет при поддержке вооружённых отрядов армянской партии «Дашнакцутюн» в результате кровопролитных мартовских событий утвердил свою власть в Баку, а чуть позже в Гяндже была провозглашена Азербайджанская Демократическая Республика. Таким образом в Восточном Закавказье образовалось двоевластие. В это же время в Кубу с вооружённым отрядом вступил большевик Давид Геловани, который призвал население признать Советскую власть. Через несколько дней к городу подошли вооружённые лезгины из окрестных сёл, потребовав от большевиков покинуть город или сдаться в плен. Геловани ответил отказом, вслед за чем между ними вспыхнули бои. Несмотря на прибывшее подкрепление, Геловани вынужден был уйти из Кубы вместе с армянским населением города. После одержанной победы лезгины вернулись в своим аулы. Однако спустя две недели в Кубу был послан отряд дашнаков под командованием полковника Амазаспа, объявивший, что он прибыл для отмщения убитых армян с приказом «уничтожить всех мусульман от моря (Каспийского) до Шахдага». Этот отряд не только разгромил город, но и сжёг 122 мусульманских селения Кубинского уезда. Большевистская власть в Бакинской губернии продержалась недолго. В результате турецко-азербайджанского наступления Советская власть была свергнута, а правительство АДР установило контроль над большей частью территории страны. Позднее правительство АДП приняло закон о гражданстве, в основе которого был положен принцип происхождения (все подданные бывшей Российской империи, которые сами или их родители родились на территории Азербайджана считаются его гражданами), распространявшийся в том числе и на лезгинское население.

Бюст Мухтадиру Айдинбекову в одноимённом парке в с. Ахты

Большевики-лезгины, в свою очередь, вели активную революционную работу среди населения Дагестана и Азербайджана, организовывая их на борьбу за Советскую власть. Большую агитационную работу в Южном Дагестане вёл один из деятелей Бакинского комитета РСДРП, председатель Дербентского военно-революционного комитета лезгин Кази-Магомед Агасиев. После того как 15 августа Дербентом овладели отряды генерала Бичерахова, а горная часть Дагестана была занята германо-турецкими интервентами, Агасиев ушёл в подполье и стал создавать отряды красных партизан. В октябре он был арестован и расстрелян по приказанию турецкого каймакама (наместника) Кюринского округа Такаютдин-бея. Его расстреляли в 3 км от с. Касумкент агенты местной организации иттихадистов братья Шагмер и Шахмердан Исрафиловы из селения Касумкент и Курбан из селения Ксан. Именем Кази-Магомеда позднее был назван азербайджанский город Аджигабул и одноимённый район (ныне им возвращены старые названия).
Другой дагестанский и азербайджанский революционер-лезгин Мухтадир Айдинбеков также являлся одним из руководителей борьбы за установление Советской власти в Дербенте, а затем организовывал в лезгинских районах Азербайджана красные партизанские отряды, подготовляя восстание против иностранных интервентов и мусаватистов. В августе 1919 года Айдинбеков был арестован мусаватистами в Тагар-Обе (Кубинский уезд) и убит в кубинской тюрьме.
В начале 1919 года Добровольческая армия генерала Деникина постепенно занимала территорию Северного Кавказа, вытесняя оттуда XI Красную Армию и к 23 маю белогвардейцы контролировали приморскую полосу Дагестана от Хасавюрта до Дербента. Генерал-майор Микаил Халилов объявил о переходе на сторону белогвардейцев и был назначен Деникиным правителем Дагестана. 4 августа генерал Халилов издал приказ о мобилизации горцев в Добровольческую армию в возрасте от 19 до 40 лет. Однако горцы отказались выполнить приказ. В ряде округов началось новое восстание. 24 августа восстали крестьяне Кюринского округа, организаторами и руководителями которого являлись большевики и бакинские рабочие Тарикули Юзбеков (табасаранец), Казибек Акимов, Абдусамед Мурсалов, Габиб Гатагский, братья Казанбековы, Г. Сафаралиев и др. Повстанцам удалось захватить Касумкент и освободить весь Кюринский округ от деникинцев. 8 сентября вышло постановление Комитета государственной обороны Азербайджана «о принятии на военную службу лезгин из Дагестана, уклоняющихся от мобилизации в Добровольческую армию»:

Беженцев-лезгин из Дагестана пропускать в Азербайджан беспрепятственно; желающим поступить на военную службу в Азербайджане препятствий не чинить и просить военного министра надлежащих распоряжений.

В марте 1920 года в Дагестане была установлена советская власть, а спустя месяц был советизирован Азербайджан. Северные лезгины вошли в состав образованного в январе 1921 года Дагестанской АССР, южные — в состав независимой Азербайджанской ССР, ставшей в декабре 1922 года частью СССР. Перепись 1926 года зафиксировала с СССР 134,529 лезгин. Экономически лезгины тяготели к различным городским центрам: северные — к Дербенту и Ахты, южные — к Баку, Кубе. Городское население среди азербайджанских лезгин по переписи 1926 года составляла 13,3 %, а среди дагестанских достигало лишь 3,4 %.
И хотя лезгины поддержали и порой активно боролись за Советскую власть, однако, когда началась коллективизация и активная борьба с религией, в 1930 году в Южном Дагестане, в том числе и на территории проживания лезгин, вспыхнули восстания против советской власти. 27 апреля в Курахе началось восстания под руководством шейха Гаджи Эфенди Рамазанова (Штульского), поддержанное представителями духовенства Касумкентского, Курахского и Табасаранского районов. Оно проходило под лозунгами «Долой колхозы, совхозы, артели!», «Долой Советскую власть!», «Да здравствует шариат!». Восстание было подавлено частями 5-го полка Северо-Кавказской дивизии ОГПУ при участии отрядов красных партизан Дагестана. Руководитель антисоветского мятежа 75-летний шейх Рамазанов (Штульский) был приговорён тройкой к высшей мере наказания (расстрелу) с конфискацией имущества. 19 мая восстание подняли жители селения Хнов.

В годы Великой Отечественной войны лезгины, наряду с другими народами Советского Союза, защищала общую родину в рядах Красной Армии. Некоторые из лезгин (А. М. Алиев, Э. Б. Салихов) получили звание Герой Советского Союза. Кроме того, уроженец Азербайджана, лезгин Махмуд Абилов стал единственным боевым генералом из представителей дагестаноязычных народов и одним из двух в Азербайджане, получившим звание генерал-майора в годы Великой Отечественной войны. В тылу, и деньгами, советские люди оказывали помощь государству и фронту. Жена фронтовика, колхозница аула Хкем Ахтынского района лезгинка Махият Загирова перечислила на нужды фронта 15,700 рублей. Внося эту сумму в фонд обороны, она писала: «Мой муж — старший лейтенант, с самого начала Отечественной войны находится на фронте, получил несколько ранений… не желая отставать от мужа, вношу заработанные честным трудом в колхозе деньги. Я горянка из далекого горного аула. Но никакие территории не отделяют нас от родной Советской Армии».
С установлением Советской власти на Восточном Кавказе в регионе началась большая культурно-воспитательная и хозяйственно-политическая работа. В 1928 году на лезгинском языке стала издаваться газета «Цlийи дуьнья» («Новый мир»), переименованная позднее в «Коммунист», что положило начало развитию национальной журналистики лезгин. Тогда же, в рамках кампании по латинизации алфавитов, произошёл переход лезгинской письменности с арабской графики на латиницу. Пользоваться арабским письмом лезгины начали в середине или во второй половине XIX века, когда отдельные поэты (Етим Эмин и др.) стали записывать свои стихи и песни при помощи арабских знаков1979. Переход на латинизированный алфавит имел большое значение для народностей Дагестана, в том числе и для лезгин. В первые годы после завершения латинизации (1933 г.) грамотных среди лезгин стало 50,7 %1979.
Композитор, лезгин по этнической принадлежности Готфрид Гасанов в 1937 году создал первую дагестанскую оперу — «Хочбар», а в 1945 году первый дагестанский балет — «Карачач» («Черноволосая»). Другой лезгин, Хасбулат Аскар-Сарыджа, стал основателем скульптурного искусства Дагестана.
По данным на 1 января 1979 года 8,085 лезгин входили в Коммунистическую партию Азербайджанской ССР, составляя 2,6 % от общего числа. В составе же КПСС по данным на 1 января 1989 года числилось 29,124 лезгина (кандидаты и члены партии). Проведённая в том же году перепись населения зафиксировала в Советском Союзе 466,006 лезгина.
По мнению некоторых авторов из лезгинского народа были выделены народности лезгинской группы.
До 20-х годов XX века лезгинами именовали всё горское население Дагестана, а их самих называли кюринцами.

## Лезгины в Азербайджане

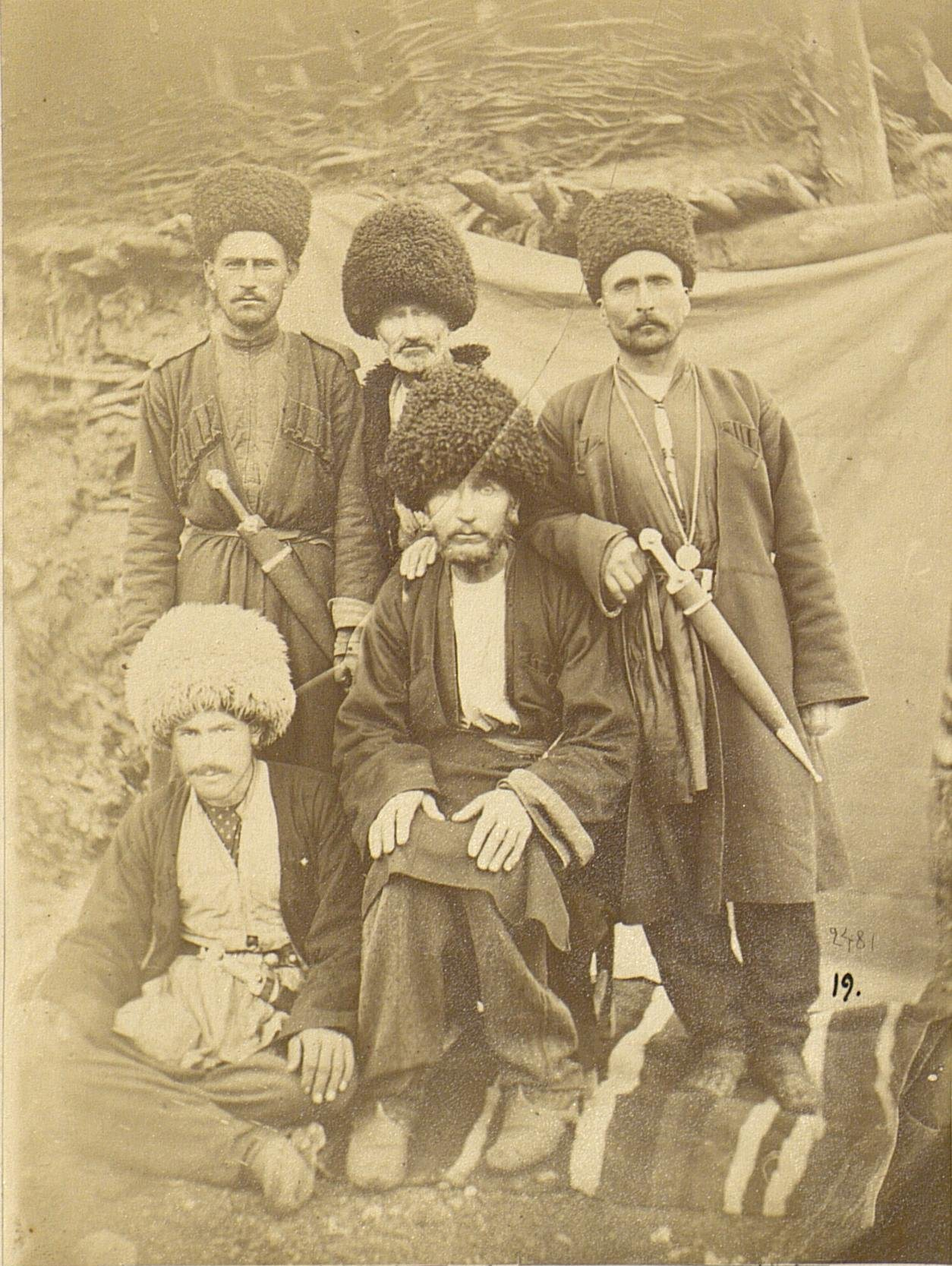
Лезгины из села Лаза Кубинского уезда (ныне Кусарский район), 1880 год.

Лезгины в Азербайджане традиционно проживают в Гусарском, Губинском, Хачмазском, Габалинском, Исмаиллинском, Огузском районах.
Во времена распада Кавказской Албании, а затем прихода тюркского и монгольского населения, численность лезгинского населения стала уменьшаться. Некоторые села в прошлом с лезгинским населением в настоящее время ассимилировались в азербайджанской среде и считаются азербайджанскими.
Материалами учёта национального состава Азербайджана за 1931 год в республике было зафиксировано 79,306 лезгин.
Согласно официальной статистике лезгины составляют 2 % населения Азербайджана, являясь после азербайджанцев вторым по численности народом страны. Лезгинское население является преобладающим в Гусарском районе, где они проживают в 56 селениях из 63. В самом городе Гусар лезгины составляет примерно от 90 до 95 %, по данным местной организации «Хельсинкский комитет» (по данным переписи 1979 года лезгины составляли 80 % населения города). По данным переписи 1999 года, основная масса лезгин (41,2 %) проживают в Гусарском районе, по 15 % от общей численности лезгин проживает в Баку и в Хачмазском районе.
С целью координации работ по развитию лезгинского языка и культуры в Азербайджане был создан лезгинский национальный центр «Самур», а в 1996 году в Баку сформировался лезгинский ансамбль песни и танца «Сувар», получивший звание «Народный коллектив Азербайджана». В августе 1992 года в Азербайджане была учреждена Лезгинская демократическая партия Азербайджана (Партия национального равенства Азербайджана), просуществовавшая до 1995 года, пока её регистрация не была отменена.
На лезгинском языке в Азербайджане издаются газеты «Самур», «Кусар», «Ени самух» и «Алпан», а также литературный журнал «Чирагъ». В 1998 году в Кусарах был открыт Государственный лезгинский драматический театр.
В 2000 году в Баку была издана антология лезгинской литературы «акъата шегьредиз», а в 2004 году — сборник стихов Гульбес Асланхановой «вун рикӏеваз» (Баку, 2004) и др.
С 1998—1999 учебного года началось подготовка специалистов по аварскому и лезгинскому языкам и литературе, а в 2003 году приказом Министерства образования Азербайджана были утверждены учебные программы для 1-4-го классов средней школы по нескольким языкам народов Азербайджана, в том числе и по лезгинскому. В Кусарском районе лезгинский язык как предмет изучается все 11 классов.
В советский период националистическое руководства Азербайджана во главе с бывшим первым секретарём ЦК компартии Багировым преследовало лезгин и подвергало их национальной дискриминации с принудительной записи в документах лезгин как «азербайджанцев».

## Движение за создание единого лезгинского государственного образования

### До распада Российской империи
В политическом отношении лезгинское население вплоть до XIX века не составляло единого целого. До присоединения к Российской империи основная часть дагестанских лезгин объединялась в «вольные общества», другая — подчинялась дербентским ханам, в то время как азербайджанские лезгины входили в состав Кубинского ханства. При Царской России на территории проживания кюринских лезгин под российским протекторатом было образовано Кюринское ханство, но существенная часть всего лезгинского населения при этом находилась в составе Каспийской области. Позже дагестанские лезгины были включены в Дербентскую губернию, став затем жителями Кюринского и Самурского округов новообразованной Дагестанской области; азербайджанские лезгины находились в составе Кубинского уезда Шемахинской губернии, преобразованной позднее в Бакинскую губернию.
После распада Российской империи лезгины, как и соседние с ними азербайджанцы, аварцы и цахуры, оставались в составе разных государственных образований. Северные лезгины формально находились в составе Дагестанской области, хотя их территория проживания оказалась в состав провозглашённой на Северном Кавказе Горской Республики, а южные лезгины стали гражданами независимого Азербайджана.

### Ситуация в Советское время
В марте 1920 года на территории Дагестана была установлена советская власть, а спустя месяц в Азербайджане была провозглашена независимая Азербайджанская ССР. 20 января 1921 года ВЦИК РСФСР принял постановление об образовании в составе РСФСР из территории «всей Дагестанской области в прежних её административных границах» и Xасав-Юртовского округа бывшей Терской области Дагестанской АССР. При этом в постановлении даётся примечание:

Точное разграничение Автономной Дагестанской Социалистической Советской Республики с независимой Азербайджанской Социалистической Советской Республикой, с Автономной Горской Социалистической Советской Республикой и заинтересованными областями Российской Социалистической Федеративной Советской Республики, в спорных случаях территория определяется специальными назначениями Президиумом Всероссийского Центрального Исполнительного Комитета комиссиями из представителей этих республик и областей Российской Социалистической Федеративной Советской Республики.

В начале декабря того же года состоялся I Вседагестанский учредительный съезд Советов, на котором была принята резолюция, содержащая:

Вместе с тем Вседагестанский Съезд предлагает будущему ЦИК ускорить разрешение вопроса о границах с Азербайджаном, Грузией, Горской республикой и пограничными областями РСФСР, дабы присоединить к Дагестанской АССР территории, ранее входившие в состав Дагестана и тесно с ним связанные экономическими условиями, бытовыми, этнографическими и другими признаками, и тем облегчить испытываемые беднотой пограничных округов затруднения.

На протяжении XX века лезгинская общественность активно поднимала вопрос об объединении территорий своего проживания в единую административную единицу. В Центральном Государственном архиве Октябрьской революции и социалистического строительства СССР сохранилось одно из писем-обращений лезгин — жителей с. Ялама Хачмасского района Азербайджанской ССР Агаева, Заидова и Рагимова — от 14 сентября 1936 года в Москву, отпечатанное на пишущей машинке, под названием «Наше дополнение к проекту новой Конституции». Это письмо было написано в двух экземплярах — первый на имя Конституционной комиссии при ЦИК-е СССР, а копия письма — редакции газеты «Правда». Данное письмо было оформлено в «Дело № ОН-526/3 1936 г.» под названием «Письмо об образовании округа или области из лезгин Азербайджана и Дагестана, расположенных по побережьям реки Самур», и было начато 21 сентября 1936 г., оформлено на четырёх листах. На обложке дела сверху написано: ЦИК Союза ССР. Совет национальностей. Снизу: Хранить постоянно. Текст письма следующий:

«В южном Дагестане 7 районов являются чисто лезгинскими с большим количеством населения. (Лезгины в Дагестане по количеству населения занимают второе место после аварцев). Кроме дагестанских лезгин, имеются и азербайджанские лезгины, они расположены по берегу реки Самур и находятся поблизости к лезгинским районам Дагестана.
Дагестанские лезгины имеют созданную после Октября свою культуру, письменность и литературу, которые развиваются с каждым днём. Но азербайджанские лезгины почти лишены возможности прогрессивного развития своей культуры, до сих пор они не имеют своей письменности. Делопроизводство в районе, сельсоветах и колхозах ведётся на русском и тюркском языках, что является искажением национальной политики партии.

Исходя из этого, мы считаем, что для обеспечения более широкого развития своей культуры и экономики лезгин нужно объединить в один округ или область. Такое мнение выражает всё лезгинское население и Дагестана, и Азербайджана.
Просим это дополнение включить в новую Конституцию»

Свой экземпляр этого письма яламинцев редакция газеты «Правда» отправила в ЦИК СССР с целью принятия мер, где 5 ноября 1937 года было составлено письмо, адресованное в ЦИК Азербайджанской ССР и ЦИК Дагестанской АССР, подписанное секретарём Совета национальностей ЦИК СССР Александром Хацкевичем, где говорилось:

Направляем Вам копию корреспонденции в редакцию газеты «Правда» по вопросу о дополнений проекта новой Конституции. Просим Вас сообщить в ЦИК СССР своё мнение по существу затронутого в корреспонденции вопроса о выделении лезгинов Азербайджана и Дагестана в отдельный округ или область.

На этом письме имеется чья-то резолюция от 15 января 1937 г.: «Отложить до оконч. переп. нас.» (окончания переписи населения). О дальнейшей судьбе письма яламинцев ничего не известно.
Из другого документа — письма члена ВЦИК и ЦИК СССР Петра Богданова, датированное 22 сентябрём 1936 года, на имя А. И. Хацкевича — можно видеть, что в рассматриваемый период из Дагестана в Москву поступило ещё одно письмо, содержащее предложение образовать в Южном Дагестане отдельный лезгинский округ. В письме П. А. Богданова говорилось:

Уважаемый Александр Исаакович! Посылаю Вам копию только ещё полученного письма о выделении лезгинов в Дагестане в отдельный округ. Предполагаю, что, будучи в Дагестане, Вы пожелаете быть в курсе этого дела.

Как видно из вышеприведённых документов, вопрос создания единого лезгинского политического образования обсуждался в высших эшелонах советской власти ещё в первые годы создания СССР. Стоит также отметить, что Первый Секретарь ЦК Компартии Азербайджанской ССР Мир Джафар Багиров в ответном письме Меленкову от 1945 года по территориальному вопросу Азербайджанской ССР предложил включить в состав последнего Дербентский и Касумкентский районы Дагестана, хотя Касумкентский район являлся преимущественно лезгинским. Таким образом, помимо вопроса о создании единого лезгинского политического образования, поднимался и территориальный вопрос между республики, затрагивающие территорию расселения лезгин.
В 1963 году ЦК партии Азербайджанской ССР издал Постановление «Об удовлетворении социально-экономических и культурных потребности лезгин в Азербайджане». В 1965 году лезгинский писатель Искендер Казиев создал национальную организацию, требования которой включали создание отдельной административной территории, объединяющий ареал расселения лезгин. 14 мая того же года Дагестанский обком партии принял постановление «О националистических и антипартийных действиях писателя Искандера Казиева», в результате чего писатель был сослан в Донбасс (Украина), в то время как 20 его друзей были арестованы на основании сфабрикованных обвинений в административных преступлений, а несколько были положены в больницы для душевнобольных. В журнале «Известия ЦК КПСС» от 1989 года были опубликованы «Письма трудящихся по вопросам совершенствования межнациональных отношений в СССР. (Обзор писем, врученный участникам сентябрьского (1989 г.) Пленума ЦК КПСС)», где представителями различных этносов СССР выдвигались свои соображения по поводу решения национальных проблем. В отношении лезгин было опубликовано:

Предоставить автономию лезгинам, проживающим в ряде северных районов Азербайджанской ССР, либо передать эти районы в состав Дагестанской АССР. Есть также предложения образовать отдельную Лезгинскую АССР на базе ряда районов Дагестана и Азербайджана, в которых преобладает лезгинское население.

### Первый общенациональный съезд лезгин. Движение «Садвал»
См. также: Лезгинское народное движение "Садвал"
В декабре 1989 года было создано Лезгинское народное движение «Садвал» (ЛНД), а 14 июля следующего года в посёлке Белиджи состоялся учредительный съезд организации. На фоне распада СССР 28 сентября 1990 года в селе Касумкент состоялся III съезд ЛНД, объявленный Первым общенациональным съездом лезгин, на котором была принята Декларация о восстановлении автономной государственности лезгинского народа. Решение Съезда было направлено в Верховный Совет СССР, последний готов был удовлетворить требования участников Съезда по предоставлению автономии лезгинскому народу на очередной сессии.

### После распада СССР: период 1990-х гг.
После распада СССР лезгины оказались разделены между двумя независимыми государствами. В этот период на постсоветском пространстве была нестабильная политическая обстановка, возникло множество социально-экономических проблем. В начале 1990-х годов в северных районах Азербайджана имели место волнения среди местного лезгинского населения. Активисты Садвала проводили митинги протеста по установлению режима государственной границы между Российской Федерацией и Азербайджаном по реке Самур, а лезгинское население не желало призываться в азербайджанскую армию. 31 июля 1992 года Верховный Совет Дагестана принял решение о нецелесообразности установления границы между Республикой Дагестан и Азербайджаном.
Движение «Садвал» стремилось создать на территории Дагестана и Азербайджана лезгинское национальное государство. 15 июня 1993 года группа из 8 человек совершила нападение со стороны Дагестана на погранзаставу в Кусарском районе Азербайджана, в результате чего погиб офицер и двое солдат были ранены. По обвинению с целью насильственным путём создать «Республику Лезгистан», были арестованы и приговорены к различным срокам заключения несколько активистов Садвал. Позже в марте 1994 года произошёл теракт в бакинском метро, по подозрению в котором были арестованы ряд членов Садвал, причём, по данным следствия, организаторы и исполнители теракта имели связи со спецслужбами Армении и проходили подготовку на её территории. В июне того же года имело место столкновение жителей Кусарского района с азербайджанской полицией, когда сотрудники правоохранительных органов прибыли на место для сбора и отправки местной молодёжи в армию, но столкнулось с митингом протеста, приведшее к столкновению и гибели человека. После это сельские жители атаковали районные отделения полиции. Стоит отметить, что «лезгинскую карту» в отношениях с Азербайджаном открыто использовал и президент самопровозглашённой Чеченской Республики Ичкерия генерал Джохар Дудаев. В одном из своих интервью он заявил, что если Азербайджан согласится подписать договор о военном сотрудничестве с Чечнёй, лезгинский вопрос не будет включён в «повестке дня», и таким образом он убедит лезгин сотрудничать как с Чечнёй, так и с Азербайджаном. Тем самым он дал понять, что если Баку не подпишет такой договор или если испортит отношения с Чечнёй, то он столкнётся с лезгинской проблемой. Примечательно, что председатель функционирующего в Азербайджане лезгинского национального центра «Самур» Мурадага Мурадагаев во время празднования десятилетия этого общества в 2002 году, заявил что лезгинский центр «Самур» внёс свой вклад в победу над Садвалом: «Нам удалось сломать хребет сепаратистов, которые представляли нам карту Лезгистана. Сейчас „Садвал“ потерял своё влияние в Азербайджане». Как пишет азербайджанский политолог Расим Мусабеков:

Понимание возникших в этой связи трудностей подвигло власти обеих государств ввести облегчённый режим перехода границы для местных жителей, а также принять к рассмотрению ряд предложений по реализации экономических и культурных требований лезгинского населения. Одновременно в некоторых российских правительственных кругах возникло искушение использовать недовольство лезгинского населения возникшими трудностями для разжигания сепаратистских антиазербайджанских настроений и использования их в качестве средства давления на Азербайджан. В министерстве юстиции РФ в качестве международной была зарегистрирована лезгинская националистическая организация «Садвал». Её активистами вскоре были созданы собственные военизированные отряды на границе с Азербайджаном, стали засылаться эмиссары для провоцирования конфликтов в сопредельных Кусарском и Хачмасском районах. Естественно, что в условиях ожесточённого армяно-азербайджанского противостояния лезгинских боевиков пытались использовать и спецслужбы Армении. Организовывались даже теракты. Однако в целом провоцирование азербайджано-лезгинского противостояния эффекта не дало.

Руководства Азербайджана и Дагестана предприняли ряд мероприятий по защите и развитию своих народов, в том числе лезгин. Так 19 сентября 1992 года президент Азербайджана Абульфаз Эльчибей обнародован указ «О защите прав и свобод, государственной поддержке развития языка и культуры национальных меньшинств». 20 апреля следующего года были приняты Рекомендации Протокола Совещания у заместителя Председателя Совета Министров — Правительства РФ С. М. Шахрая «О вопросах, связанных с решением проблем разделенного лезгинского и других народов Дагестана».
5 июня 1997 года Госдума России приняло постановление «О рекомендации по заключению международного договора между РФ и Азербайджанской Республикой о правах лезгинского и аварского народов». В апреле следующего года, в целях поддержке дагестаноязычных народов Азербайджана и азербайджанцев в Дагестане, правительство России приняло «План мероприятий по этнокультурной поддержке диаспоры народов Дагестана в Азербайджанской Республике и азербайджанской диаспоры в Республике Дагестан».

### Современные реалии
В последние годы поднимался проект создания отдельной республики в Южном Дагестане. Например, известный дагестанский журналист Марко Шахбанов писал по этому поводу:

«…однако сейчас в умах лезгинской и части других национальных „элит“ (рутульской, агульской и татской) проект автономного Юждага приобретает новую жизнь. Справедливости ради нужно отметить явно заметное отличие менталитета и культуры Южного Дагестана и остальной части республики, что только прибавляет сторонников этой идеи. Согласно этим прожектам, на первоначальном этапе предполагается усиление роли Дербента в региональной экономике, сосредоточение в нём всех присущих автономной единице социально-культурных объектов. В дальнейшем „Самурский Автономный Округ“ (САО) или „Лезгинский Автономный Округ“ (ЛАО) станет отдельной единицей, но в составе Дагестана. В дальнейшем уже предполагается создание отдельной республики в составе Российской Федерации. К числу лоббистов этого проекта, кроме некоторых магнатов российского бизнеса (естественно из числа народов лезгинской группы), относят и отдельных политиков из числа российского истеблишмента, и некоторых кремлёвских чиновников. В состав САО (назовём её условно так) войдут города Дербент и Дагестанские Огни, посёлки Белиджи и Мамедкала, а также Рутульский, Ахтынский, Докузпаринский, Магарамкентский, Сулейман-Стальский, Курахский, Агульский, Табасаранский, Хивский и Дербентский районы. Территория САО будет сравнима с Северной Осетией, а население составит полмиллиона человек…»

Политолог И. Я. Новицкий пишет:

…Впервые этот вопрос (разделение лезгинского этноса) появился (занимал центральное место) в программных документах лезгинского национального движения и был официально декларирован на первом общенациональном съезде представителей лезгинского народа (сентябрь 1991 г.), что вызвало резкую ответную реакцию официального Баку, усмотревшего в подобных лозунгах угрозу территориальной целостности Азербайджана. Делегаты съезда практически единогласно постановили о необходимости создания на территории компактного проживания лезгин, расположенных по обе стороны границы, государственного образования «Лезгистан» в составе Российской Федерации. С тех пор и по сегодняшний день периодически в местной прессе и сайтах интернета появляются статьи, приводятся факты, говорящие о якобы дискриминационной политике лезгин азербайджанским руководством…Нельзя забывать и ещё об одном (если не самом важном) игроке в данной ситуации — многонациональный народ Дагестана. Лезгины являются четвёртым по численности народом, что достаточно заметно выражается в неудовлетворённости своим положением в этносоциальной стратификации Дагестана. Во многих своих выступлениях они ссылаются на то, что их народ недостаточно представлен в руководящих структурах и в межэтническом распределении властных полномочий в республиканском центре. Это проявляется в желании дистанцироваться от Махачкалы, и развивать этнически ориентированную экспансию в направлении Дербента. Анализируя перечисленные факторы, становиться понятным все укрепляющаяся этническая идентичность лезгин, обособляясь от общедагестанской, и желание иметь собственную республику….

## Высказывания о лезгинах
- Имам Шамиль, 13 сентября, 1848 года, об ахтынских лезгинах:

«Вы народ храбрый, сколько раз вы проливали кровь русских и снимали с них одежду, и до сих пор в такой войне вы были без помощника. Знайте же, что я и весь Дагестан ваши помощники. Необходимо вытащить эту змею (русских) из сердца вашего и удалить врага нашего и среди вас».

- В «списках населённых мест Российской империи. По Кавказскому краю», изданным Кавказским статистическим комитетом в 1870 году, касательно лезгин Бакинской губернии отмечалось:

Как все соседние горцы, с которыми они имеют много общего в нравах, обычаях, вероятно и в языке, который впрочем ещё подлежит исследованию, кюринцы большого роста, статны, красивы. Волосы их темны. Цвет лица свежий, белый; у женщин, бывающих иногда замечательной красоты — нежный. Они умны, храбры, честны.

О жителях Южного Дагестана (то есть, лезгиноязычных народностей) Гербер пересказал историю попытки введения их в подданство Российской империи с неукоснительным требованием «отдержания от всякого воровства» и услышанный на это ответ делегатов:

Мы к воровству родились, в сим состоят наши пашни и сохи и все наше богатство, которое деды и прадеды нам оставили и тому учили; сим оные сыти бывали и мы также питаемся и сыти бываем, и что имеем, то все краденое, и иного промысла мы не имеем; ежели нам от того отстать, то нам будет подроссийскою властью с голоду умереть, и мы в том присягать не станем и принуждены будем себя оборонять против тех, которые нам то запретить хотят, и лутче нам добрыми людьми умереть, нежели с голоду пропасть. Сели потом на лошадей и уехали.

О лезгин в XVIII веке российский государственный деятель и историк В. Татищев высказал следующие:

Лезги, народ дагестанский и есть величайший из всех народов, весьма храбростью извсей Дагистани славится.

Британский историк, Эдуард Гиббон пишет:

Возможно, это были варварские племена, населявшие северную часть нынешнего Ширвана, древней Албании. Эта страна, ныне населённая лезгинами, наводившие ужас на соседние районы, была затем заселена теми же людьми, которых в древности называли Легами, а Армяне Гег, или Лег.